# Comandante da Infantaria dos Nove Portões
O Comandante da Infantaria dos Nove Portões (em chinês tradicional: 步軍統領/九門提督, pinyin: bùjūn tónglǐng/jiǔmén tídū) foi uma nomeação militar usada na Dinastia Qing (1644–1912) da China. O oficial que ocupava essa função era responsável por proteger e monitorar o tráfego e supervisionar os horários de abertura dos nove portões da capital imperial, Pequim. Os nove portões eram Portão Zhengyang, Portão Chongwen, Portão Anding, Portão Fucheng, Portão Xizhi, Portão Dongzhi, Portão Xuanwu, Portão Desheng e Portão Chaoyang. As responsabilidades judiciais do oficial incluíam patrulha noturna, combate a incêndios, verificações de segurança de civis, apreensão e prisão de criminosos e manutenção de prisões. Ele também era responsável pela segurança da Cidade Proibida. Ao longo da história da dinastia Qing, a posição foi sempre ocupada pelos manchus em vez dos chineses han.  

## História
A nomeação foi criada por volta de 1644, quando as forças da Dinastia Qing liderada pelos Manchus ocuparam Pequim, antiga capital da Dinastia Ming, e estabeleceram ali a capital imperial Qing. As responsabilidades do titular da nomeação eram principalmente supervisionar as defesas e a segurança da cidade. Ele também era responsável pelas unidades de infantaria dentro das Oito Estandartes e pelos guardas dos nove portões de Pequim. Ao mesmo tempo, ele também era o comandante das unidades de patrulha norte e sul do Exército do Estandarte Verde. Todas as unidades de infantaria estavam posicionadas em locais específicos no centro de Pequim para defender aquele lugar específico. As unidades de patrulha mantinham a segurança na periferia da cidade e em locais estratégicos nos arredores de Pequim. 
Em 1659, durante o reinado do Imperador Shunzhi, o governo Qing criou uma unidade central de patrulha e a colocou sob o comando do Comandante de Infantaria dos Nove Portões. O nome completo da nomeação era "Comandante da Infantaria dos Nove Portões e Três Unidades de Patrulha" (提督九門步軍巡捕三營統領). Como o Comandante da Infantaria dos Nove Portões era uma posição importante, o governo Qing estava relutante em nomear qualquer oficial não-manchu para essa posição por medo de que uma rebelião pudesse ocorrer. 
Em 1781, durante o reinado do Imperador Qianlong, o governo Qing aumentou o número de unidades de patrulha de três para cinco e as colocou sob o comando do Comandante de Infantaria dos Nove Portões. A nomeação ficou assim conhecida como "Comandante da Infantaria dos Nove Portões e Cinco Unidades de Patrulha" (提督九門步軍巡捕五營統領). 
Em 1900, quando as forças da Aliança das Oito Nações ocuparam Pequim durante a Rebelião dos Boxers, elas criaram um escritório de segurança pública para manter a segurança dentro da cidade. A última pessoa a ocupar o cargo de Comandante da Infantaria dos Nove Portões antes da invasão estrangeira foi Ronglu, um oficial de profunda confiança da Imperatriz Viúva Cixi. Após o fim da Rebelião dos Boxers, em 1901, o governo Qing aboliu a nomeação do Comandante de Infantaria dos Nove Portões e criou um comando policial centralizado para substituir as cinco unidades de patrulha originais. Em 1902, Shanqi (Príncipe Su), que apoiou fortemente a ideia de separar os militares da polícia, foi nomeado comandante da infantaria. Em 1905, o governo Qing implementou reformas que separaram oficialmente as unidades policiais das unidades de infantaria e estabeleceu uma força policial separada, bem como uma escola de polícia para treinar policiais. 
Após a Revolução Xinhai de 1911, o Governo de Beiyang, que assumiu Pequim, manteve a nomeação de Comandante de Infantaria dos Nove Portões, mas o renomeou para "Alto Comando de Infantaria da Capital" (京師步軍統領衙門). O titular da nomeação era responsável pelas alas esquerda e direita das forças armadas de Beiyang.  A nomeação foi oficialmente abolida em novembro de 1924. 